# Operacja Mincemeat

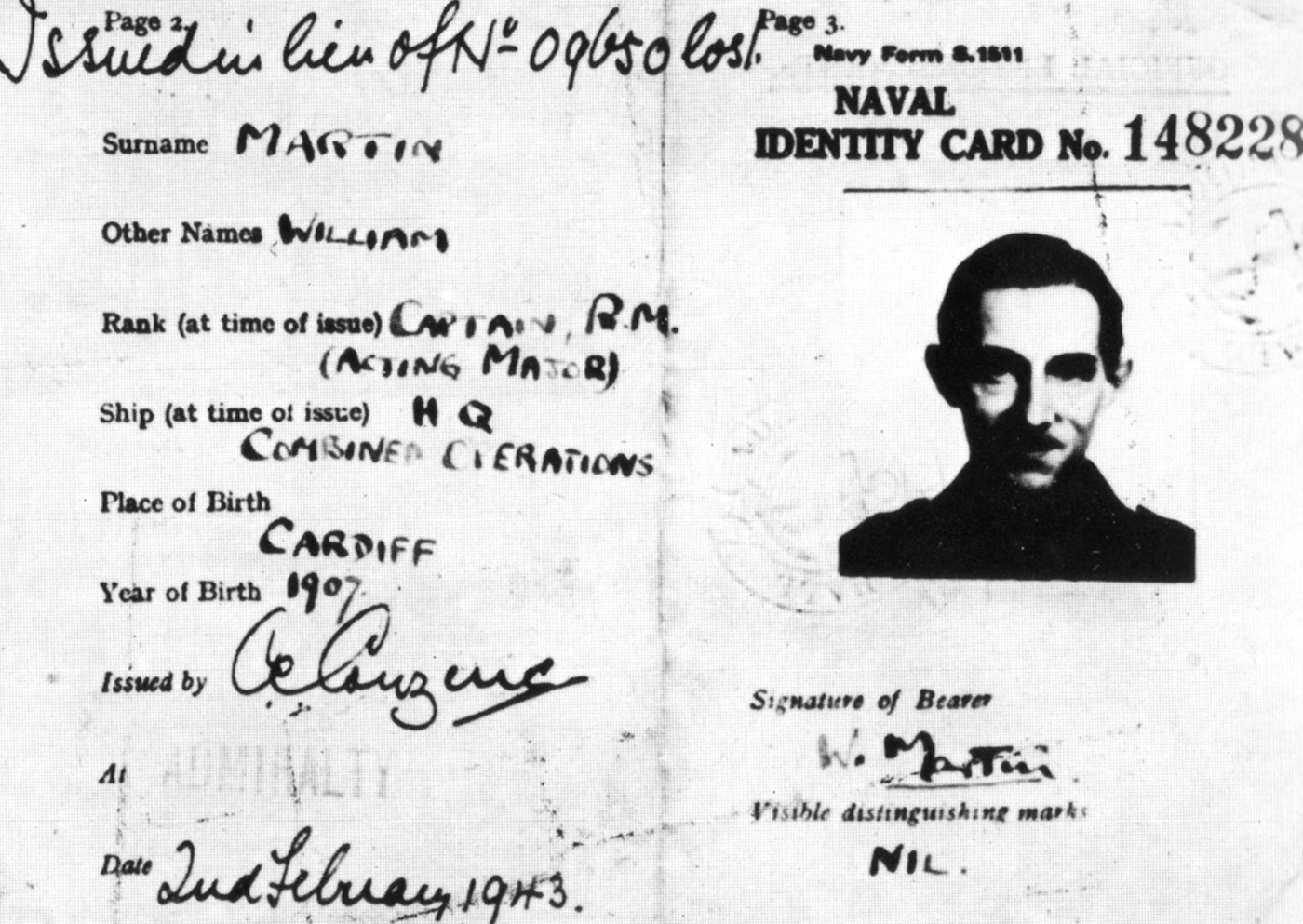
Legitymacja służbowa majora Martina

Operacja „Mincemeat” – przygotowany i z powodzeniem zastosowany przez brytyjski kontrwywiad plan przekonania w czasie II wojny światowej Naczelnego Dowództwa Wehrmachtu (OKW), że alianci w roku 1943 dokonają inwazji na Sardynię i Bałkany, a nie na Sycylię, która była rzeczywistym celem przygotowywanej operacji desantowej pod kryptonimem „Husky”.
„Mincemeat” (główny składnik operacji „Barclay”) miała skłonić Niemców do uwierzenia, że przez zupełny przypadek, szczęśliwym zbiegiem okoliczności weszli w posiadanie nader ważnych, tajnych dokumentów alianckich. Niezwykłość operacji polegała na tym, że dokumenty te znajdowały się przy martwym „oficerze brytyjskim”, którego ciało fale wyrzuciły na plaże Hiszpanii. Podstęp się udał; w rezultacie Adolf Hitler kazał osłabić inne fronty (w tym również front wschodni, gdzie wkrótce miało dojść do bitwy na łuku kurskim), by wzmocnić obronę Grecji, Albanii, Jugosławii, Sardynii i Korsyki.
Przebieg operacji został wiernie opisany w wydanej w 1953 roku książce Człowiek, którego nie było, która trzy lata później doczekała się ekranizacji.

## Planowanie podstępu

Sardynia, Sycylia i reszta Europy w czasie II wojny światowej

Gdy kampania północnoafrykańska zbliżała się do końca, alianccy sztabowcy zaczęli przygotowania do desantu na kontynencie europejskim. Sycylia, ze względu na swe wysunięte położenie, miała być pierwszym celem ataku. Oprócz oczywistej roli etapowej „odskoczni” w przyszłym uderzeniu na kontynent, opanowanie wyspy miało pomóc w ubezpieczeniu alianckich linii komunikacyjnych na Morzu Śródziemnym. Świadomość strategicznej ważności Sycylii mieli również Niemcy (Winston Churchill miał mawiać: „Tylko głupiec nie pojmie, że [cel ataku] to Sycylia” – ang. Anyone but a fool would realize it’s Sicily). Wyspa była bazą operacji lotniczych Luftwaffe przeciwko Malcie. Ponadto alianckie przygotowania do inwazji o kodowej nazwie „Husky” nie uszły uwadze niemieckiego wywiadu. Aby uniknąć zdecydowanego oporu na sycylijskich plażach, alianci musieli zmylić Niemców i zmusić ich do koncentracji sił zupełnie gdzie indziej.
Pierwszym, który wpadł na pomysł by wprowadzić Niemców w błąd przy pomocy ciała zmarłego, był kpt. pil. (Flight Lieutenant) Charles Christopher Cholmondeley z wywiadu wojskowego MI5. Zaproponował, by podrzucić do okupowanej Francji nadajnik radiowy, który miałby posłużyć aliantom do dostarczania Niemcom odpowiednio spreparowanych informacji. Nadajnik miałby mieć przy sobie „szpieg”, którego spadochron się nie otworzył. Pomysł ten został odrzucony jako niepraktyczny i niewykonalny, jednak kilka miesięcy później zainteresowała się nim sekcja B1(a), niewielki, wydzielony zespół pracowników „Komitetu XX” (ang. Twenty Committee).
Szef zespołu, pracującego w ciasnym i dusznym piwnicznym pokoju nr 13 w gmachu Admiralicji, kmdr por. Ewen Montagu, oficer wywiadu marynarki, pisał później, że do wykorzystania pomysłu Cholmondeleya skłoniła go konieczność opracowania planu zmylenia Niemców przed lądowaniem na Sycylii. W pierwszej chwili zamierzano wykorzystać pomysł ze spadochronem, ale wobec tego, iż Abwehra wiedziała o przestrzeganej przez aliantów zasadzie nieprzewożenia ważnych dokumentów drogą lotniczą nad terytorium nieprzyjaciela, zespół zdecydował, że fałszywych danych ma Niemcom dostarczyć ofiara katastrofy lotniczo-morskiej u wybrzeży Hiszpanii (samoloty brytyjskie przebywały trasę Wielka Brytania – Gibraltar drogą morską, omijając Półwysep Iberyjski). To miało tłumaczyć, dlaczego od śmierci ofiary do znalezienia jej na brzegu minęło kilka dni oraz rozwiązywało sprawę tajnych dokumentów, które tylko tą drogą mogły trafić w ręce adresatów, w tym przypadku Niemców.
Następnie wysłano telegram do komandora (Captain) Alana Hillgartha, attaché morskiego ambasady brytyjskiej w Madrycie, o pilne przysłanie na konsultacje kogoś pewnego i zaufanego. Hillgrath wysłał kpt.mar. (Lieutenant) Salvadora Augustusa Gómez-Bearego, Anglo-Hiszpana z Gibraltaru, swego asystenta. Beare przyleciał do Londynu, skąd został zaprowadzony do gmachu Admiralicji, gdzie Montagu wtajemniczył go w plany operacji, a na koniec zapytał, gdzie jego zdaniem najlepiej będzie zwodować ciało. Beare uznał za najlepsze miejsce okolice Huelvy, gdzie działał Adolf Clauss, wyjątkowo aktywny niemiecki agent.
Gdy plan był już gotów, operacji należało nadać nazwę kodową. Montagu wybrał z listy dostępnych nazw słowo „mincemeat” (farsz, nadzienie), co nosiło znamiona nieco makabrycznego żartu.
Pomysł wykorzystania zwłok z dokumentami nie był nowy. Istnieją dwa wypadki, o których Montagu mógł wiedzieć. Pierwszy wydarzył się w sierpniu 1942 roku, kiedy to – przed bitwą pod Alam Halfa – podsunięto Niemcom zwłoki z zafałszowanymi mapami. Ciało zostało umieszczone tak, by Niemcy znaleźli je w pojeździe zwiadowczym, który został wysadzony na polu minowym naprzeciw pozycji 90 Dywizji Lekkiej. Jedna z map zawierała naniesione plany nieistniejących brytyjskich pól minowych. Niemcy dali się oszukać i czołgi Erwina Rommla – próbując ominąć niebezpieczny sektor – weszły na obszar pokryty bardzo miałkim piaskiem, w którym ugrzęzły.
Drugi incydent nie był bynajmniej oszustwem. We wrześniu tego samego roku łódź latająca PBY Catalina rozbiła się na oceanie niedaleko Kadyksu z kapitanem-płatnikiem Jamesem Turnerem z Royal Navy na pokładzie. Kiedy jego ciało zostało wyrzucone na brzeg koło miejscowości Tarifa, zajęły się nim hiszpańskie władze. Turner miał przy sobie list gen. Marka Wayne’a Clarka do gubernatora Gibraltaru, w którym wymienione zostały nazwiska agentów w Afryce Północnej i podana data operacji operacji „Torch” – 4 listopada (w rzeczywistości lądowanie miało miejsce cztery dni później). Kiedy ciało zostało zwrócone Brytyjczykom, list nadal znajdował się w kieszeni munduru, a technicy po badaniach zapewnili, że nie był otwierany. Jeśli Niemcy mieli sposoby na odczytanie listu bez otwierania koperty i zrobili to, najwyraźniej uznali informację za oszustwo i nie uczynili nic, by zapobiec inwazji.

### Major William Martin
Dzięki pomocy znanego patomorfologa Bernarda Spilsbury’ego Montagu i jego ludzie wiedzieli, jakiego ciała mają szukać, jeśli miało być uznane za ciało topielca. Po dość żmudnych poszukiwaniach zdołano odszukać zwłoki 34-letniego mężczyzny, który zmarł w końcu listopada 1942 roku na chemicznie zainfekowane zapalenie płuc spowodowane zatruciem trutką na szczury. Ponieważ zmarł na zapalenie płuc, płyny w jego płucach mogły uchodzić za takie, jakie zbierają się w płucach człowieka, który utonął i dość długo przebywał w morzu.
Następnie należało stworzyć „legendę”, czyli fałszywe dane osobowe kapitana/majora czasu wojny Williama Martina, Royal Marines, urodzonego w roku 1907, w Cardiff w Walii, a ostatnio przydzielonego do Kierownictwa Operacji Połączonych. Rangę brevet majora nadano Martinowi dlatego, że oficerowi z niższym stopniem nie powierzonoby tajnych dokumentów, natomiast jego względnie młody wiek nie pozwalał na obdarzenie wyższym stopniem. Ranga majora czasu wojny mogła również sprawiać wrażenie, że Martin był oficerem cieszącym się zaufaniem dowództwa.

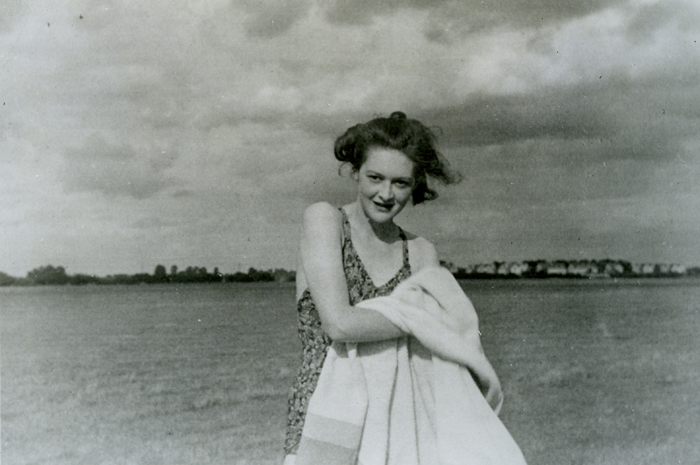
Zdjęcie „Pam” z portfela Martina

Zakupiono mundur polowy z odpowiednimi dystynkcjami i naszywkami, buty i płaszcz. By nadać im cechy „znoszenia” Cholmondeley chodził w nich dzień w dzień przez trzy miesiące. Bieliznę dostarczyła rodzina tragicznie zmarłego historyka Herberta Alberta Laurensa Fishera. Potrzebna była także legitymacja ze zdjęciem, ale ponieważ nieboszczykowi nie da się zrobić zdjęcia imitującego żywego człowieka, wykorzystano zdjęcie podobnej osoby.
Dla uprawdopodobnienia legendy przydano Martinowi narzeczoną imieniem Pam (w rzeczywistości Jean Leslie, urzędniczka MI5), z jej zdjęciem w portfelu, liścikami miłosnymi, a także listem od ojca majora, w którym ojciec wyrażał niezadowolenie z wyboru przyszłej żony syna. W kieszeniach znalazł się także komplet kluczy, kupiony bilet do kina sprzed paru dni, list z klubu w Londynie itp. drobiazgi. By jeszcze bardziej ożywić stworzoną przez siebie postać, Montagu postanowił pokazać, że Martin był nieco lekkomyślny. Miała o tym świadczyć nota z banku o przekroczeniu stanu konta, niezapłacony rachunek i przepustka do gmachu COHQ, która straciła ważność.
W czasie, gdy Montagu i jego zespół przygotowywali legendę Martina, trwało preparowanie dokumentów mających przekonać Niemców, że lądowanie będzie miało miejsce nie na Sycylii, lecz gdzie indziej. Scenariusz zakładał atak na Sardynię jako krok pośredni przed inwazją w południowej Francji przy jednoczesnym uderzeniu w tzw. „miękkie podbrzusze Europy”, czyli na Bałkany. Przyjęto, że zamiast oficjalnych dokumentów, plany inwazji zostaną przedstawione w prywatnym liście gen. Archibalda Nye’a, wiceprzewodniczącego Imperialnego Sztabu Generalnego do gen. Harolda Alexandra, brytyjskiego głównodowodzącego w Afryce Północnej. Na wpół prywatny sposób Nye informował swego respondenta, że ten miałby uderzyć na Sardynię i następnie Korsykę (operacja „Brimstone”), podczas gdy gen. Henry Wilson na Grecję (któremu to uderzeniu nadano nazwę operacja „Husky”, w rzeczywistości miano inwazji sycylijskiej). Miało to stworzyć wrażenie, że alianci dysponują wystarczającymi siłami, by przeprowadzić równolegle dwie wielkie operacje desantowe w odległych rejonach. Na dodatek, używając chwytu psychologicznego, list ujawniał, że dla zmylenia przeciwnika siły alianckie będą nadal zachowywały się tak, jakby celem ich ataku miała być Sycylia i mimochodem wyrażał opinię, że Brytyjczycy nie powinni naśladować Amerykanów nadających medal Purple Heart za każdą ranę odniesioną na wojnie. Oto najistotniejszy fragment tego listu:

23 kwietnia 1943

Generał sir Harold R.L.G. Alexander, GCB, CSI, DSO, MC

Kwatera 18 Grupy Armii

ściśle tajne – do rąk własnych
Drogi Aleksie,

korzystając z możliwości przekazania ci prywatnego listu za pośrednictwem jednego z oficerów Mountbattena, opiszę ci kulisy naszej niedawnej wymiany depesz na temat operacji w rejonie Morza Śródziemnego i towarzyszących im planów operacji pozorowanych. Mogłeś odnieść wrażenie, że nasze decyzje były nieco arbitralne, ale zapewniam cię, że COS bardzo dokładnie rozpatrzył zarówno twoje zalecenia, jak i zalecenia Jumbo.
Otrzymaliśmy niedawno informację, że Jerries wzmacniają obronę Grecji i Krety, dlatego CIGS uznał siły, które zamierzamy rzucić do ataku w tym rejonie, za niewystarczające. Szefowie sztabów uzgodnili, że 5 Dywizję w ataku na plaże na południe od przylądka Araksos wspierać będzie dodatkowo jedna brygada. Podobne posiłki otrzyma 56 Dywizja w Kalamacie. Przygotowujemy właśnie odpowiednie siły i transport.
Jumbo Wilson zaproponował, aby na cel pozorowany operacji „Husky” wybrać Sycylię, ale już wcześniej wybraliśmy ją jako cel pozorowany operacji „Brimstone”. COS jeszcze raz wnikliwie przeanalizował całą sprawę i doszedł do wniosku, że z uwagi na przygotowania w Algierii szkolenie desantowe, które odbędzie się na wybrzeżu Tunezji oraz wzmożone bombardowania celem zneutralizowania sycylijskich lotnisk, ta wyspa powinna pozostać celem pozorowanym dla „Brimstone”. Poza tym mamy duże szanse przekonać Jerries, że właśnie tam zaatakujemy. Cel ten jest tak oczywisty, że Niemcy muszą obawiać się ataku w tym rejonie. Z drugiej strony szefowie sztabów stwierdzili, że raczej nie mamy szans przekonać Jerries, iż przygotowania prowadzone przez nas we wschodniej części Morza Śródziemnego dotyczą także Sycylii. Z tego powodu doradzili Wilsonowi, aby jego cel pozorowany znajdował się bliżej faktycznego celu, to jest na Dodekanezie...

Dla podkreślenia ważności listu, jak i dla uwiarygodnienia kwalifikacji majora Martina jako łącznika do Afryki Północnej, Montagu dołączył także list szefa COHQ, lorda Louisa Mountbattena do głównodowodzącego na obszarze Śródziemnomorza admirała Andrew Cunninghama, wychwalający majora Martina jako eksperta w dziedzinie operacji desantowych. Mountbatten podkreślał, że major Martin wiezie także drugi list, zbyt ważny by posyłać go zwykłymi kanałami. Chodziło o wyżej cytowany list o inwazji na Grecję

## Realizacja planu

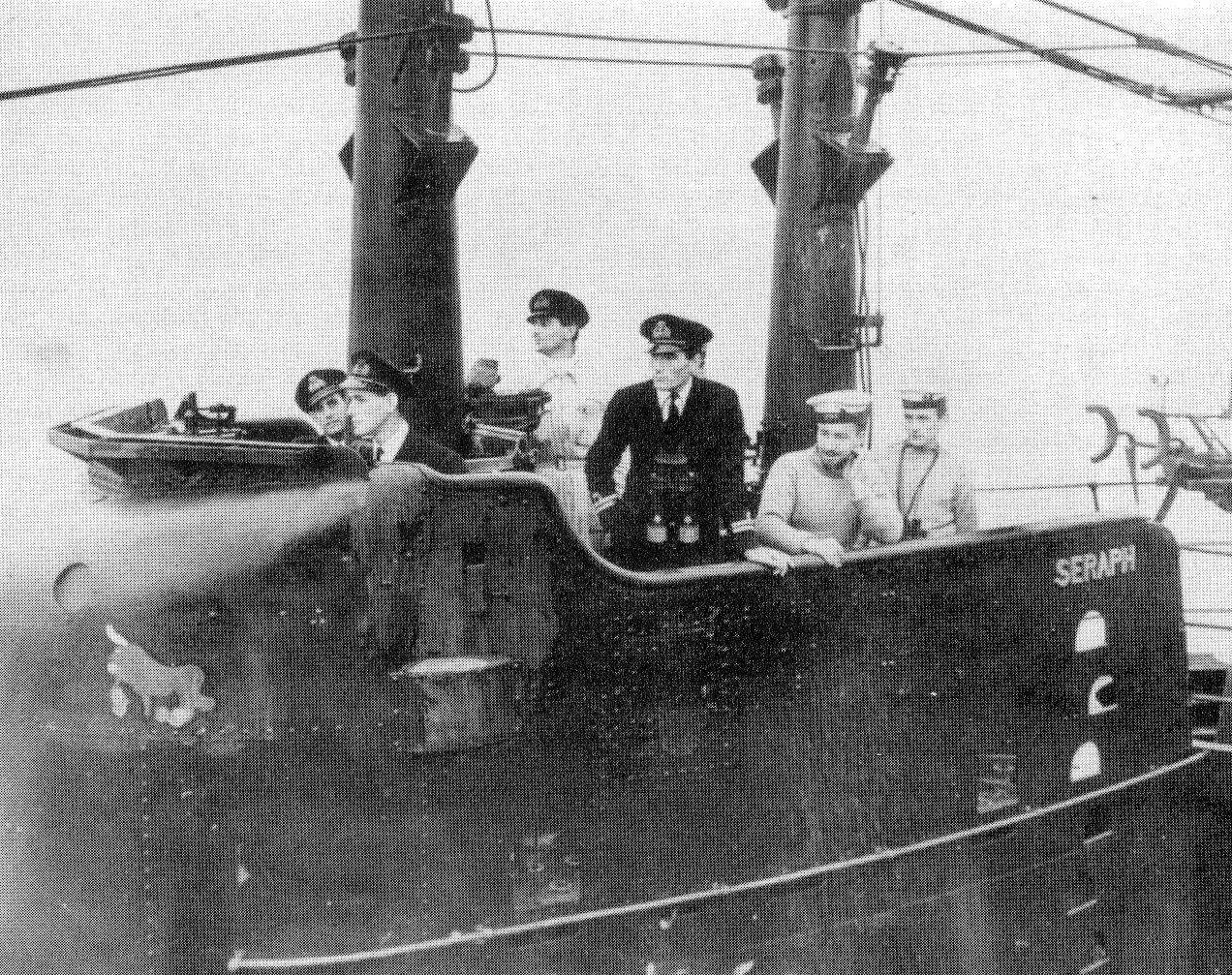
Kiosk okrętu podwodnego HMS „Seraph”; dowódca kpt.mar. Jewell drugi z lewej.

Ciało majora Martina, odziane w mundur Royal Marines i obłożone suchym lodem, zostało umieszczone w szczelnie zamkniętym stalowym cylindrze z napisem „przyrządy optyczne”. Cholmondeley i Montagu odbyli podróż furgonetką do Holy Loch w Szkocji i dostarczyli ciało na pokład okrętu podwodnego HMS „Seraph”. Montagu przygotował operację za pośrednictwem admirała Barry’ego odpowiedzialnego za flotę podwodną. Barry wskazał „Seraph”, bowiem okrętem dowodził kpt. mar. Norman Jewell, który miał już doświadczenie w operacjach specjalnych Royal Navy (przewoził m.in. amerykańskiego generała Marka Wayne’a Clarka na tajne rokowania z Francuzami w Algierii).
„Seraph” opuścił Holy Loch 19 kwietnia 1943 roku i – okrążając Szkocję – przez Morze Irlandzkie i Zatokę Biskajską skierował się ku Huelvie na wybrzeżu hiszpańskim. Miejscowość ta została wybrana, bowiem prądy morskie w tym miejscu sprzyjały wykonaniu zadania, a nadto Hiszpania – mimo swej neutralności – sympatyzowała z państwami Osi i była naszpikowana agentami Abwehry. Szefem niemieckiej agentury w Madrycie był bliski współpracownik admirała Wilhelma Canarisa, major Karl-Erich Kühlenthal.
O godz. 4.30 30 kwietnia „Seraph” wynurzył się w odległości kilku kabli od hiszpańskiego brzegu. Kapitan Jewell kazał wydobyć pojemnik z ciałem na pokład; załoga została poinformowana, że jest to ściśle tajny pomiarowy instrument meteorologiczny i otrzymała rozkaz zejścia pod pokład. Oficerowie, którzy byli wtajemniczeni w plany, otwarli cylinder, wypełnili powietrzem kamizelkę ratunkową i przytroczyli do pasa płaszcza majora Martina teczkę z dokumentami. Odczytano Psalm 39, jakkolwiek żadnej uroczystości pogrzebowej rozkazy nie przewidywały, po czym ciało zostało spuszczone na wodę, a silny prąd popchnął je w kierunku brzegu. Należało jeszcze zatopić cylinder, w którym to celu ostrzelano go z pistoletu, ale blaszana rura nie chciała opaść na dno. Oficerowie denerwowali się, gdyż świtało, a na horyzoncie widać było światła kutrów rybackich. Jewell zdecydował się wysadzić cylinder przy pomocy plastycznego materiału wybuchowego. Błysk wybuchu i huk z pewnością zaalarmował hiszpańskich rybaków, ale „Seraph” zaraz oddalił się i zanurzył. Jewell po wszystkim nadał radiogram do centrali: „Mincemeat wykonane”, a po przybyciu do Gibraltaru wysłał do Montagu pocztówkę: „Przesyłka doręczona”.
Ciało w stanie zaawansowanego rozkładu zostało znalezione niedaleko brzegu około 9.30 przez miejscowego rybaka, José Antonio Reya Maríę z wioski Punta Umbría, który natychmiast powiadomił policję. Policjantom nie spieszyło się jednak i dopiero wieczorem zwłoki majora Martina dotarły do koszar piechoty na południowym brzegu rzeki Tinto. Do Huelvy zabrała je następnego dnia rano motorówka. Wkrótce dowiedział się o nim rezydent Abwehry, którym był Adolf Clauss, syn niemieckiego konsula, działający jako ekspert ds. rolnictwa i kolekcjoner motyli. Zwłoki przewieziono do kostnicy na cmentarzu Nuestra Señora de la Soledad, gdzie czekał sędzia marynarki wojennej, kpt. mar. Pascual del Pobil, a także lekarze dr Eduardo Fernández del Torno i dr Eduardo Fernández Contioso, którzy mieli dokonać autopsji. Towarzyszył im amerykański lotnik, William Watkins, którego samolot lądował przymusowo pod Huelvą trzy dni przed wyłowieniem zwłok i którego poproszono o zidentyfikowanie majora Martina jako ewentualnego pasażera jego Bell P-39 Airacobra. Obecny był także brytyjski wicekonsul w Huelvie, Francis Haselden.
Watkins nie rozpoznał denata i wyjaśnił, że kamizelka ratunkowa jest modelu brytyjskiego oraz że jego samolot jest jednoosobowym myśliwcem i nie może przewozić żadnych pasażerów. Autopsja w niewielkim, zamkniętym pomieszczeniu i w rosnącym upale (rozkładające się ciało wydawało coraz bardziej nieprzyjemny zapach), przeprowadzona została pobieżnie, Fernández nie zauważył przebarwienia skóry, charakterystycznego dla zatrucia fosforem i spiesznie wydał opinię następującej treści: „Młody brytyjski oficer wpadł do wody jeszcze za życia, nie wykazywał oznak stłuczeń i utonął w wyniku uduszenia spowodowanego zanurzeniem w wodzie. Ciało przebywało w wodzie od ośmiu do dziewięciu dni”.

### „Mincemeat swallowed whole”
Montagu polecił umieszczenie nazwiska majora Martina na liście ofiar brytyjskich, która w miesiąc później została opublikowana na łamach dziennika „The Times”. Montagu spodziewał się, że Niemcy będą oczekiwali takiego potwierdzenia. Przez przypadek na liście znalazły się również nazwiska dwóch innych oficerów, których samolot rozbił się 24 kwietnia w drodze do Gibraltaru, co dodatkowo uprawdopodobniło historię Martina. Kolejnym etapem operacji był ciąg pilnych depesz Admiralicji do ambasady domagających się zwrotu za wszelką cenę – ale z zaleceniem dyskretnego działania, by nie wzbudzić zainteresowania władz hiszpańskich – dokumentów z teczki Martina. Papiery zostały przekazane ambasadzie 13 maja z zapewnieniem, że „nic nie brakuje”.
Niemiecki agent dotarł do dokumentów z pewnymi trudnościami dwa dni wcześniej. Koperty z zachowaniem wszystkich środków ostrożności otwarto (nie zauważono dwóch rzęs, włożonych przez Montagu do kopert), listy sfotografowano i zwrócono Hiszpanom. Zdjęcia natychmiast przesłano do Berlina, gdzie zajął się nimi niemiecki wywiad. Gdy zwrócone przez Hiszpanów dokumenty dotarły do Londynu, zajęli się nimi specjaliści, którzy stwierdzili ponad wszelką wątpliwość, że listy zostały otwarte (m.in. brak wyżej wymienionych rzęs), ponownie złożone i zapieczętowane. To spowodowało, że do Winstona Churchilla – przebywającego w tym czasie w Stanach Zjednoczonych – wysłano depeszę: „Mielonka połknięta w całości” (ang. Mincemeat swallowed whole).
Dokumenty rzeczywiście zostały „połknięte” przez Niemców. Drobiazgowość, z jaką Montagu i jego ludzie stworzyli osobowość Martina, okazała się skuteczna. Po wojnie wyszło na jaw, że Abwehra sprawdziła nawet datę odcinków biletów kinowych (22 kwietnia 1943) i potwierdziła ich autentyczność. W rezultacie Adolf Hitler był tak przekonany o prawdziwości fałszywych dokumentów, że kłócił się z Benitem Mussolinim twierdzącym, iż to Sycylia będzie pierwszym obiektem ataku. Uważał, że atak na Sycylię – jeśli nawet nastąpi – będzie wybiegiem aliantów. Hitler nakazał wzmocnienie obrony Sardynii i Korsyki, a feldmarszałka Erwina Rommla posłał do Aten celem utworzenia nowej Grupy Armii. Nawet łodzie patrolowe, trałowce i stawiacze min zostały odwołane z Sycylii. Przypuszczalnie najgorszym krokiem (z punktu widzenia III Rzeszy) było odwołanie do Grecji z frontu wschodniego dwóch dywizji pancernych i włoskiego II Korpusu, które tam – wobec przygotowań do bitwy pod Kurskiem – były znacznie bardziej potrzebne. Oczywiście to, co działo się na froncie wschodnim, nie miało wpływu na plany brytyjskiego wywiadu.
Operacja „Husky” rozpoczęła się 10 lipca lądowaniem aliantów na Sycylii. Niemcy przez jeszcze dwa tygodnie byli przekonani, że jest to uderzenie pozorowane dla ułatwienia uderzenia na Sardynię i Grecję. W rezultacie wojska alianckie napotkały względnie niewielki opór, a wyzwalanie Sycylii zakończyło się 9 sierpnia. Ponadto zajęcie Palermo w połowie lipca zaowocowało we Włoszech obaleniem Benita Mussoliniego, co nastąpiło 25 dnia tego miesiąca.
Ewen Montagu za swój udział w operacji „Mincemeat” został odznaczony Orderem Imperium Brytyjskiego. Po wojnie wrócił do zawodu prawnika. W 1953 roku napisał książkę Człowiek którego nie było, na podstawie której trzy lata później powstał film o tym samym tytule.

### Wpływ na późniejsze operacje
Sukces operacji „Mincemeat” zaowocował w niespodziewany sposób – Niemcy przestali wierzyć znajdowanym dokumentom. Na przykład:
- W dwa dni po D-Day Niemcy znaleźli opuszczoną barkę desantową w estuarium rzeki Vire w Normandii, na pokładzie której znaleziono ściśle tajne dokumenty wskazujące przyszłe cele aliantów. Hitler, uważając, że jest to oszustwo podobne do tego z operacji „Mincemeat”, kazał zignorować dokumenty[39].
- Podczas operacji „Market Garden” (desantu w Holandii we wrześniu 1944 roku) komplet rozkazów z mapami i planami desantowej fazy inwazji, które nie powinny znajdować się w rękach lądujących oddziałów, zostały beztrosko zostawione w jednym z rozbitych szybowców. Dokumenty wpadły w ręce Niemców, którzy – uznawszy, że znów mają do czynienia z oszustwem – rozwinęli swe siły w kierunku przeciwnym niż wskazywały przechwycone plany.

## Kim był major Martin?
Operacja „Mincemeat” przeszła do legendy, jednak nie zostało do końca wyjaśnione, kim w rzeczywistości był człowiek, którego ciało użyto w operacji. Został pochowany jako major Martin na cmentarzu w Huelvie.
W książce Tajemnice HMS Dasher autorzy John i Noreen Steele sugerują, że ciało znalezione na brzegu hiszpańskim to jedna z ofiar eksplozji na zbudowanym w Stanach Zjednoczonych lotniskowcu eskortowym HMS „Dasher”, która miała miejsce 27 marca 1943 roku. Przedstawiają dowody na to, że ciało włóczęgi zostało pozyskane w styczniu roku 1943 i musiało być – nawet zamrożone – w stanie postępującego rozkładu (zamrożenie nie spowalnia niektórych jego oznak). Autorzy uważają, że do przeprowadzenia operacji potrzebne było niedawno utopione ciało, i że cylinder, który Montagu wziął do Holy Loch, był pusty. Ich zdaniem w operacji użyto zwłok Johna „Jacka” Melville’a, 37-letniego marynarza, który zginął, gdy HMS „Dasher” wybuchł w estuarium rzeki Clyde. Jego ciało mogło znajdować się – choć nie ma co do tego pewności – w kostnicy w Holy Loch.
Jednak już w 1996 roku Roger Morgan, historyk amator, znalazł dowód, że „Martin” był walijskim włóczęgą i alkoholikiem o nazwisku Glyndwr Michael, który zmarł spożywszy trutkę na szczury, aczkolwiek nie wiadomo, jak się to stało. Morgan znalazł jego nazwisko w Archiwum w Kew Gardens w Londynie. W 1997 roku na płycie grobu, na zlecenie brytyjskiego rządu, dopisano: Glyndwr Michael, served as major William Martin, RM. Grobem opiekuje się Komisja Grobów Wojennych Wspólnoty Narodów (Commonwealth War Graves Commission).